# Pasquale Raschi
Pasquale Raschi (ur. 16 października 1946 w San Marino) – sanmaryński strzelec, olimpijczyk.

## Kariera
Trzykrotny uczestnik igrzysk olimpijskich (IO 1976, IO 1980, IO 1984). Najwyższą pozycję zajął podczas igrzysk w Moskwie – został sklasyfikowany na 37. miejscu w karabinie małokalibrowym w trzech postawach z 50 m (startowało 39 zawodników).
Uczestnik igrzysk małych państw Europy. Brał udział w zawodach w latach 1985 i 1987, jednak bez zdobyczy medalowych.

## Wyniki

### Igrzyska olimpijskie
| Igrzyska         | Konkurencja                               | Wynik                        | Miejsce | Źródło |
| ---------------- | ----------------------------------------- | ---------------------------- | ------- | ------ |
| Montreal 1976    | Karabin małokalibrowy, trzy postawy, 50 m | 1001 pkt. (372–323–306)      | 57      | [ 4 ]  |
| Moskwa 1980      | Karabin małokalibrowy, trzy postawy, 50 m | 1081 pkt. (386–362–333)      | 37      | [ 1 ]  |
| Los Angeles 1984 | Karabin małokalibrowy, trzy postawy, 50 m | 1074 pkt. (386–360–295)      | 49      | [ 5 ]  |
| Los Angeles 1984 | Karabin pneumatyczny, 10 m                | 543 pkt. (86–91–94–92–91–89) | 51      | [ 6 ]  |